# Municipal Pérez Zeledón
La Asociación Deportiva Municipal de Pérez Zeledón es un equipo de fútbol de Costa Rica. Actualmente compite en la Primera División de Costa Rica, con sede en Pérez Zeledón. Su fundación fue el 28 de septiembre de 1991 a raíz de la fusión de los equipos AD Pérez Zeledón y ADM Generaleña.
Su mayor logro deportivo ha sido el campeonato del torneo de apertura del año 2017 de la Liga FPD, disputado ante el Club Sport Herediano en la ciudad de Heredia.

## Historia
Al equipo de Pérez Zeledón se le conoce en el fútbol costarricense con los seudónimos de "PZ", "Los Guerreros del Sur", "El Cuadro Pezetero".
En la eliminatoria regional de tercera división por la provincia de San José, para ganar el derecho a la final nacional, los generaleños tuvieron que enfrentar a las representaciones de Santa María de Dota, San Marcos de Tarrazú, Aserrí, San Ignacio de Acosta, Rohrmoser, Deportivo Cariari de Plaza González Víquez, Barrio Cuba y Puriscal.
Para llegar a la Segunda División y luego de una década de intentos, Pérez Zeledón tuvo que jugar la octagonal final de Tercera División (2.ª División de Ascenso) en 1974. Frente a al Deportivo Fértica F.C, El Carmen, Barveño, Santos de Guápiles, La Uruca, Carrillo y Triángulo. Por cuestiones reglamentarias de la Federación Costarricense de Fútbol, las dos escuadras ascendidas fueron Pérez Zeledón F.C y El Carmen. En esa ocasión la institución tenía como presidente a Jorge Durán y como director técnico a Saningo Soto.
En esa categoría Pérez Zeledón, fue protagonista, lo que le permitió ganar el subcampeonato en tres oportunidades (1980, 1986, 1988). Hubo un año difícil, el de 1981, en el que tuvo que jugar la liguilla por el no descenso, ante la AD Barbareña y la Júvenil del Juan Gobán. Se fueron los limonenses a Tercera División.
Con Otto Ureña en la Presidencia y Didier 'Zorro' Castro como director técnico, Pérez Zeledón por fin ganó el título de campeón de la Segunda División, al doblegar en el marcador global a El Carmen de Alajuela 4 goles a 3 con parciales de 1 a 3 en Alajuela y 3 a 0 en San Isidro de El General. En el primer partido de visita anotó Juan José Murillo y en casa en el segundo Álvaro Wilson, Rafael 'Wally' Solano y Víctor Nation.
En la Campaña de 1988/89 la Asociación Deportiva Municipal Generaleña ganó el título de Campeón de la Segunda División, lo que le dio derecho a ascender a la Primera División. En 1991 la Asociación Deportiva Pérez Zeledón es Campeón de la Segunda División, lo que le da
derecho a participar en la Primera División.
Al estar dos equipos de Pérez Zeledón en la Primera División se llega a un acuerdo para que el 28 de septiembre de 1991 se dé la fusión de los dos equipos ascendidos a primera división: Asociación Deportiva Municipal Generaleña y Asociación Deportiva Pérez Zeledón. De ahí en adelante la Asociación Deportiva Municipal de Pérez Zeledón ha sido el equipo que representa al cantón en la Primera División.
En el Campeonato Apertura 2004, el equipo del Municipal Pérez Zeledón alcanza uno de sus más importantes éxitos, al derrotar en la final de ese torneo corto al Deportivo Saprissa de visita 1 a 0, con anotación de Pablo Nassar, bajo las órdenes del timonel colombiano, Carlos Restrepo, ese título les valió para acceder a la final de la temporada 2004-2005, donde enfrentarían al campeón del Clausura 2005, Alajuelense. 
Pero su principal y más reciente éxito fue en el Apertura 2017, donde logró coronarse campeón nacional por primera vez en su historia, tras derrotar en la final al Herediano, en el partido de ida derrotaron a los heredianos 1 a 0 con anotación de Jeikel Venegas, en el juego de vuelta en el Estadio Eladio Rosabal Cordero, sacaron un empate a cero goles, para dejarse el global 1 por 0 y con ello el título de campeones bajo el mando del argentino, José Giacone.

## Logros

### Campañas recientes
| Temporada     | Posición   | PJ | PG | PE | PP | GF | GC | Dif. | Puntos |
| ------------- | ---------- | -- | -- | -- | -- | -- | -- | ---- | ------ |
| 1996-97       | 6°         | 44 | 12 | 19 | 13 | 48 | 59 | -11  | 55     |
| 1997-98       | 5°         | 32 | 10 | 9  | 13 | 43 | 53 | -10  | 39     |
| 1998-99       | 7°         | 44 | 12 | 19 | 13 | 48 | 59 | -11  | 55     |
| 1999-2000     | 11°        | 44 | 10 | 14 | 20 | 56 | 80 | -24  | 44     |
| 2001-02       | 8°         | 44 | 14 | 9  | 21 | 55 | 64 | -9   | 51     |
| 2002-03       | 9°         | 44 | 13 | 11 | 18 | 52 | 65 | -13  | 52     |
| 2003-04       | 6°         | 44 | 14 | 12 | 18 | 47 | 54 | -7   | 54     |
| 2004-05       | Subcampeón | 32 | 12 | 11 | 9  | 45 | 45 | 0    | 47     |
| Apertura 2017 | Campeón    | 28 | 14 | 7  | 7  | 52 | 39 | +11  | 49     |

### Competiciones internacionales
| Fecha      | Local                   | Resultado | Visitante               | Ronda            | Torneo                       |
| ---------- | ----------------------- | --------- | ----------------------- | ---------------- | ---------------------------- |
| 31-07-2018 | FAS                     | 2-1       | Municipal Pérez Zeledón | 1ª ronda         | Liga Concacaf 2018           |
| 07-08-2018 | Municipal Pérez Zeledón | 1-1       | FAS                     | 1ª ronda         | Liga Concacaf 2018           |
| 27-07-2005 | San Francisco           | 0-0       | Municipal Pérez Zeledón | 1ª ronda         | Copa Interclubes de la Uncaf |
| 04-08-2005 | Municipal Pérez Zeledón | 3-1       | San Francisco           | 1ª ronda         | Copa Interclubes de la Uncaf |
| 21-09-2005 | Municipal Pérez Zeledón | 4-0       | Luis Ángel Firpo        | Cuartos de final | Copa Interclubes de la Uncaf |
| 27-09-2005 | Luis Ángel Firpo        | 2-2       | Municipal Pérez Zeledón | Cuartos de final | Copa Interclubes de la Uncaf |
| 19-10-2005 | Municipal Pérez Zeledón | 1-0       | Alajuelense             | Semifinal        | Copa Interclubes de la Uncaf |
| 25-10-2005 | Alajuelense             | 3-0       | Municipal Pérez Zeledón | Semifinal        | Copa Interclubes de la Uncaf |
| 22-11-2005 | Deportivo Saprissa      | 2-0       | Municipal Pérez Zeledón | Tercer puesto    | Copa Interclubes de la Uncaf |
| 29-11-2005 | Municipal Pérez Zeledón | 2-0       | Deportivo Saprissa      | Tercer puesto    | Copa Interclubes de la Uncaf |

## Jugadores

### Apertura 2025
| Altas                  | Altas         | Altas                                | Altas    | Altas |
| Jugador                | Posición      | Procedencia                          | Tipo     |       |
| ---------------------- | ------------- | ------------------------------------ | -------- | ----- |
| Luis Alberto López     | Defensa       | Municipal Santa Ana                  | Libre    |       |
| Sergio Carmona         | Defensa       | Inter de San Carlos                  | Préstamo |       |
| Eduardo Pastrana Reyes | Defensa       | Club Deportivo Tepatitlán de Morelos | Libre    |       |
| Adán Clímaco           | Defensa       | Santos de Guápiles                   | Libre    |       |
| José Mora              | Mediocampista | Municipal Liberia                    | Libre    |       |
| Gustavo Méndez         | Mediocampista | Santos de Guápiles                   | Libre    |       |
| Anthony López          | Mediocampista | Sporting Football Club               | Libre    |       |
| Kendall Porras         | Mediocampista | Sporting Football Club               | Préstamo |       |
| José Alejandro Porras  | Mediocampista | Asociación Deportiva Guanacasteca    | Préstamo |       |
| Fabián Chaves          | Mediocampista | Quepos Cambute FC                    | Préstamo |       |
| Royner Rojas           | Delantero     | Jicaral Sercoba                      | Libre    |       |
| Fabricio Alemán        | Delantero     | Deportivo Saprissa                   | Préstamo |       |
| Jorman Aguilar         | Delantero     | Club Deportivo San Antonio Bulo Bulo | Libre    |       |

### Bajas
| Bajas                         | Bajas         | Bajas                        | Bajas           | Bajas |
| Jugador                       | Posición      | Destino                      | Tipo            |       |
| ----------------------------- | ------------- | ---------------------------- | --------------- | ----- |
| Jemark Hernández              | Defensa       | Bandera de ?                 | Fin de contrato |       |
| Brandon Bonilla               | Defensa       | Guadalupe Fútbol Club        | Fin de contrato |       |
| Jorkaeff Azofeifa             | Defensa       | Deportivo Saprissa           | Fin de Préstamo |       |
| Kevin Fajardo                 | Defensa       | Cariari Pococí               | Fin de contrato |       |
| Nicolás Prieto                | Mediocampista | Sportivo Bella Italia        | Fin de préstamo |       |
| Johnny Gordon                 | Mediocampista | Bandera de ?                 | Fin de contrato |       |
| Luis Rodríguez                | Delantero     | Asociación Deportivo Rosario | Fin de contrato |       |
| Josué Mitchell                | Delantero     | Real Estelí Fútbol Club      | Fin de contrato |       |
| John Kleber Oliveira da Silva | Delantero     | Deportivo Achuapa            | Fin de contrato |       |
| Justin Roques                 | Delantero     | Jicaral Sercoba              | Préstamo        |       |
| Erick Marín                   | Delantero     | Jicaral Sercoba              | Préstamo        |       |

### Dorsales retirados
| Dorsal | Nombre         | Posición  |
| ------ | -------------- | --------- |
| 14     | Taylor Morales | Delantero |

## Palmarés

### Títulos nacionales
| Competiciones nacionales             | Títulos    | Subcampeonatos |
| ------------------------------------ | ---------- | -------------- |
| Primera División de Costa Rica (1/1) | 2017       | 2004-05        |
| Segunda División de Costa Rica (2/1) | 1989, 1991 | 1988           |
| Tercera División de Costa Rica (1/1) | 1983       | 1974           |

## Secciones deportivas
El Municipal Pérez Zeledón cuenta con un equipo de fútbol femenino.